# Vuelta a Burgos
Vuelta a Burgos er et etapeløb i Burgos i Spanien. Løbet arrangeres over fem etaper i august.

## Vindere
| År                        | Vinder                  | Toer                         | Treer                      |
| ------------------------- | ----------------------- | ---------------------------- | -------------------------- |
| 1946                      | Bernardo Capó           | Senén Mesa Fernández         | Victorio Ruiz García       |
| 1947                      | Bernardo Ruiz           | Manuel Rodríguez Barros      | Bernardo Capó              |
| 1948-1980 ikke arrangeret |                         |                              |                            |
| 1981                      | Faustino Rupérez        | Eulalio García Pereda        | Enrique Cima               |
| 1982                      | José Luis Laguía        | Ángel Ocaña                  | José Luis Navarro Martínez |
| 1983                      | Ángel de las Heras Díaz | Felipe Yáñez                 | Eduardo Chozas             |
| 1984                      | Federico Echave         | Faustino Rupérez             | Celestino Prieto           |
| 1985                      | José Recio              | Reimund Dietzen              | Celestino Prieto           |
| 1986                      | Marino Lejarreta        | Iñaki Gastón                 | Anselmo Fuerte             |
| 1987                      | Marino Lejarreta        | Ángel Arroyo                 | Francisco Antequera        |
| 1988                      | Marino Lejarreta        | Enrique Aja                  | Laudelino Cubino           |
| 1989                      | Francisco Antequera     | Pedro Muñoz                  | Pello Ruiz Cabestany       |
| 1990                      | Marino Lejarreta        | Miguel Ángel Martínez Torres | Miguel Indurain            |
| 1991                      | Pedro Delgado           | Gianni Bugno                 | Martín Farfán              |
| 1992                      | Alex Zülle              | Raúl Alcalá                  | Federico Echave            |
| 1993                      | Laudelino Cubino        | Raúl Alcalá                  | Laurent Dufaux             |
| 1994                      | Armand de Las Cuevas    | Laudelino Cubino             | Jim Van De Laer            |
| 1995                      | Laurent Dufaux          | Stefano Della Santa          | Gabriele Colombo           |
| 1996                      | Tony Rominger           | Miguel Indurain              | Íñigo Cuesta               |
| 1997                      | Laurent Jalabert        | Abraham Olano                | Fernando Escartín          |
| 1998                      | Abraham Olano           | Leonardo Piepoli             | Ángel Casero               |
| 1999                      | Abraham Olano           | Dario Frigo                  | Laurent Dufaux             |
| 2000                      | Leonardo Piepoli        | Óscar Sevilla                | Pascal Hervé               |
| 2001                      | Juan Miguel Mercado     | José Luis Rubiera            | Eladio Jiménez             |
| 2002                      | Francisco Mancebo       | José Luis Rubiera            | Mikel Zarrabeitia          |
| 2003                      | Pablo Lastras           | Óscar Pereiro                | Carlos García Quesada      |
| 2004                      | Alejandro Valverde      | Denis Mensjov                | Leonardo Piepoli           |
| 2005                      | Juan Carlos Domínguez   | Joaquim Rodríguez            | Carlos Castaño Panadero    |
| 2006                      | Iban Mayo               | José Antonio Pecharromán     | Daniel Moreno              |
| 2007                      | Mauricio Soler          | Alejandro Valverde           | Carlos Castaño Panadero    |
| 2008                      | Xabier Zandio           | Íñigo Landaluze              | Walter Pedraza             |
| 2009                      | Alejandro Valverde      | Xavier Tondo                 | Tom Danielson              |
| 2010                      | Samuel Sánchez          | Ezequiel Mosquera            | Vincenzo Nibali            |
| 2011                      | Joaquim Rodríguez       | Daniel Moreno                | Juan José Cobo             |
| 2012                      | Daniel Moreno           | Sergio Henao                 | Esteban Chaves             |
| 2013                      | Nairo Quintana          | David Arroyo                 | Vincenzo Nibali            |
| 2014                      | Nairo Quintana          | Daniel Moreno                | Janez Brajkovič            |
| 2015                      | Rein Taaramäe           | Michele Scarponi             | Daniel Moreno              |
| 2016                      | Alberto Contador        | Ben Hermans                  | Sergio Pardilla            |
| 2017                      | Mikel Landa             | Enric Mas                    | David de la Cruz           |
| 2018                      | Iván Sosa               | Miguel Ángel López           | David de la Cruz           |
| 2019                      | Iván Sosa               | Óscar Rodríguez              | Richard Carapaz            |
| 2020                      | Remco Evenepoel         | Mikel Landa                  | João Almeida               |
| 2021                      | Mikel Landa             | Fabio Aru                    | Mark Padun                 |
| 2022                      | Pavel Sivakov           | João Almeida                 | Carlos Rodríguez           |
| 2023                      | Primož Roglič           | Aleksandr Vlasov             | Adam Yates                 |
| 2024                      | Sepp Kuss               | Max Poole                    | Finn Fisher-Black          |